# Idolino
L'Idolino (français : Petite Idole), ou Idolino de Pesaro, est une statue romaine en bronze représentant un jeune nu en contrapposto, mesurant 146 cm de haut et réalisée vers environ 30 avant J.C. Il s'agit d'une copie d'une sculpture grecque, dans le style de Polyclète réalisée vers 440 avant J.C.. Il a reçu le nom de Idolino, qui signifie en italien « Petite Idole », au 19e siècle.

## Description
La statue représente un jeune garçon avec sa main droite tendue. À l'origine considéré comme une statue de Bacchus, on pense désormais qu'il pouvait avoir été utilisé pour tenir une lampe à huile lors de fêtes. Il a été influencé par la célèbre statue du Doryphore de Polyclète.
La statue est en bronze et sa base en argent, mesurant 152 cm de haut, a été fabriquée vers 1530-1540.  En raison de la croyance erronée qu'il s'agissait de la statue de Bacchus, la base a été décorée en l'honneur de ce dieu. La face avant de la base porte une inscription par Pietro Bembo. Le piédestal, par son architecture, suggère un autel.
La statue a été mise au jour en 1530 dans une villa romaine à Pesaro et est entrée en possession de Francesco Maria I della Rovere, Duc d'Urbino. La statue a été conservée presque intacte ; seule la main droite a été restaurée. Le fragment de bronze de la vigne trouvé avec la statue et à l'origine tenu dans la main droite n'était plus attaché ; la vigne a conduit à l'identification comme Bacchus.

## Lieux d'exposition
En 1630, la statue a été récupérée par les Médicis et transférée à Florence comme un cadeau de célébration du mariage de Vittoria della Rovere et Ferdinand II, Grand-Duc de Toscane. Après une installation provisoire dans la galerie des Offices et un "séjour" à Palerme entre 1800 et 1803, nécessaire pour garder la statue dans un endroit sûr afin d'éviter le risque de réquisition par Napoléon, l'œuvre est hébergée en permanence depuis 1897 au Musée archéologique de Florence.

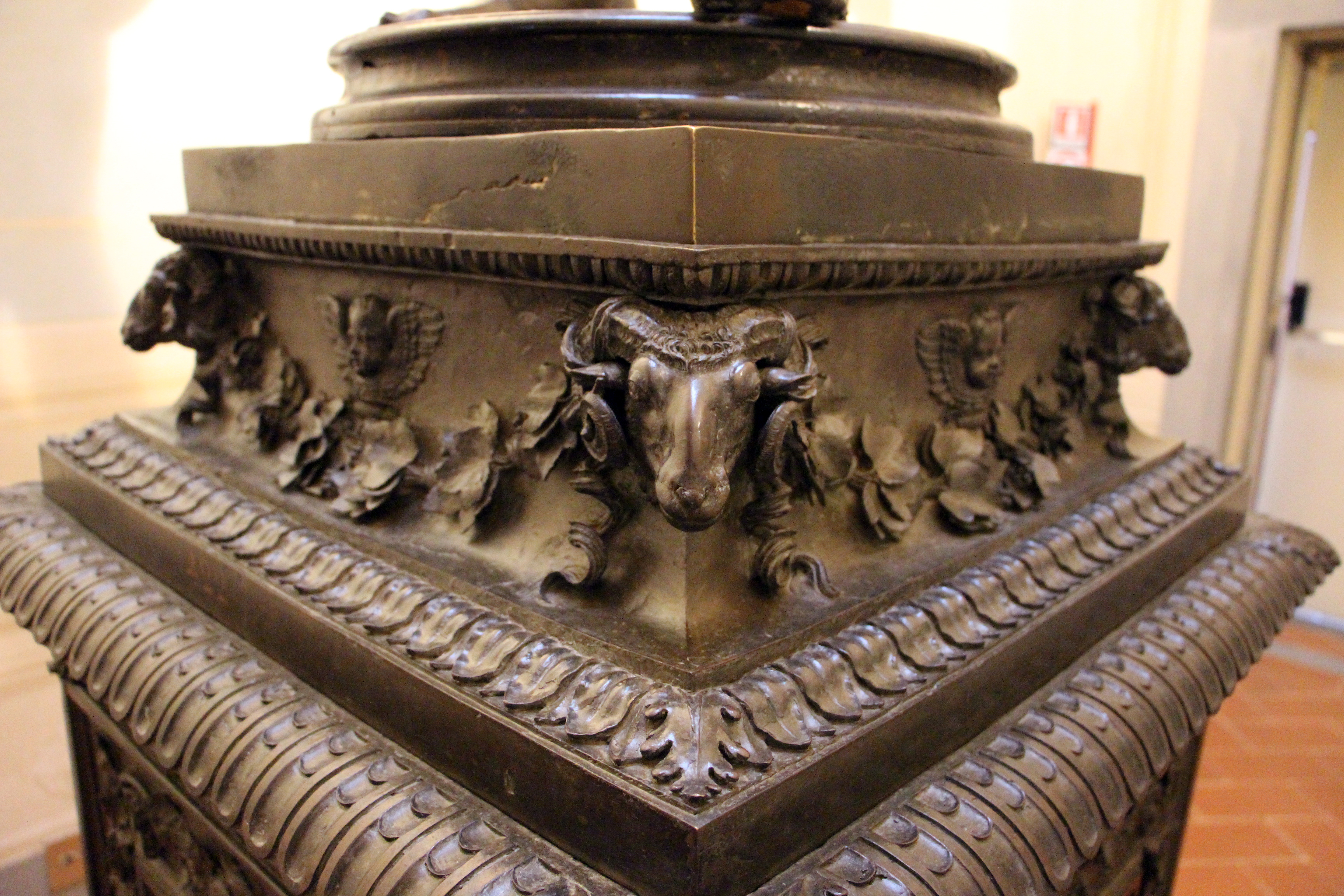
Base de Idolino de Pesaro, par Girolamo, Ludovico et Aurelio Lombardo.